# Бойд, Дастин
Дастин Бойд (англ. Dustin Boyd; род. 16 июля 1986, Виннипег) — канадский хоккеист, игравший на позиции нападающего.

## Карьера
Начал профессиональную карьеру в 2002 году в составе клуба WHL «Мус Джо Уорриорз», в котором за 4 сезона набрал 245 (113+132) очков в 315 проведённых матчах. Два года спустя на драфте НХЛ выбран в 3 раунде под общим 98 номером клубом «Калгари Флэймз». В своём последнем сезоне в составе «Мус Джо» стал одним из лучших игроков лиги, после чего отправился в АХЛ, где стал выступать за фарм-клуб «Калгари» «Омаха Ак-Сар-Бен Найтс».
1 ноября 2006 года дебютировал в НХЛ в матче против «Детройт Ред Уингз», который завершился поражением «огоньков» со счётом 2:3, а спустя 2 месяца забросил свою первую шайбу в лиге в ворота «Даллас Старз», которая оказалась победной в том матче. 11 ноября 2008 года впервые в своей карьере получил звание лучшего игрока матча благодаря двум его шайбам в ворота «Торонто Мэйпл Лифс». Всего в составе «Флэймз» провёл 197 матчей, в которых набрал 58 (29+29) очков.
3 марта 2010 года обменян в «Нэшвилл Предэйторз» на выбор в 4 раунде драфта. Тем не менее, по окончании сезона подписал контракт с «Монреаль Канадиенс», став частью сделки по переходу Сергея Костицына в «Нэшвилл». В «Монреале», однако, провёл лишь 10 матчей, большую часть сезона выступая в составе фарм-клуба «Гамильтон Булдогс».
31 мая 2011 года заключил соглашение с астанинским «Барысом», отметившись заброшенной шайбой уже в дебютном матче за клуб в КХЛ. 30 ноября в матче против чеховского «Витязя» оформил свой первый хет-трик в лиге.
В июле 2017 года, после истечения контракта с «Барысом», подписал соглашение с московским «Динамо». В сентябре 2018 года вернулся в «Барыс». Сезон 2019/2020 провёл в качестве ассистента капитана команды.
Всего в КХЛ Бойд сыграл 447 матчей в регулярных сезонах и набрал 264 очка (124+140). В плей-офф сыграл 57 матчей и набрал 33 очка (16+17).

### Международная
В составе сборной Канады принимал участие в молодёжном чемпионате мира 2006 года, на котором он вместе с командой завоевал золотые медали, набрав 6 (4+2) очков в 6 проведённых матчах. Получив гражданство Казахстана, получил и право играть за казахскую сборную: в 2016 году выступил на чемпионате мира, который проходил с 6 по 22 мая в России: Москве и Санкт-Петербурге.

## Достижения
- Чемпион мира среди молодёжи 2006.

## Статистика
| Легенда | Легенда                    | Легенда | Легенда                   | Легенда | Легенда    |
| ------- | -------------------------- | ------- | ------------------------- | ------- | ---------- |
| И       | Количество проведённых игр | Штр     | Штрафное время            | +/−     | Плюс-минус |
| Г       | Голы                       | П       | Голевые передачи          | О       | Очки       |
| -       | Статистика неизвестна      | —       | Статистика не учитывалась |         |            |

### Международная
| Турнир   | Место | Игр | Г | П | Очк | +/- | Штр |
| -------- | ----- | --- | - | - | --- | --- | --- |
| МЧМ-2006 |       | 6   | 4 | 2 | 6   | --  | 6   |